# ČT1 HD
ČT1 HD (полное название Česká televize 1 HD) — чешский телеканал высокой чёткости, HD-версия ČT1. Вещает с 1 марта 2010, сетку вещания составляют исключительно передачи с Первой программы Чешского телевидения. Во время тестирования в феврале 2010 ČT HD планировалось подключить телеканал к 4-му мультиплексу, однако это не случилось из-за переполненности мультиплекса.
Вещание ведётся по технологии IPTV двумя способами: цифровое наземное вещание (в нескольких зонах) и спутниковое вещание (спутник Astra 3B — DVB-S2 стандарт). Бесплатное вещание осуществляется также по технологии DVB-T в региональной сети 7.